# پیکان‌های سرخ
پیکان‌های سرخ (انگلیسی: Red Arrows) به‌طور رسمی تیم آکروجت نیروی هوایی سلطنتی بریتانیا شناخته می‌شود و پایگاه آنها در فرودگاه نیروی هوایی سلطنتی اسکامپتون مستقر است.

## تاریخچه
تیم پیکان‌های سرخ در اواخر ۱۹۶۴ به عنوان یک تیم برتر فرودگاه نیروی هوایی سلطنتی اسکامپتون تشکیل شد و تعدادی از تیم‌های غیررسمی که تحت حمایت نیروی هوایی اسکامپتون قرار داشتند را جایگزین کرد. پیکان‌های قرمز یک نقش ویژه در فرهنگ پادشاهی متحد دارد. آنها با برنامه پروازهای نمایشی تیم آکروجت یکی از رویدادهای تابستانی بریتانیا را به خود اختصاص می‌دهند. نشان پیکان سرخ این است که، هواپیماها را در هنگام پرواز به شکل علامت تجاری الماس نشان می‌دهند، با این حرکت و شعار که به زبان فرانسوی معنی «درخشش» یا «برتری» را می‌دهد، علامت اختصاری خود را به ثبت داده‌اند، در ابتدای کار، این تیم با هفت هواپیمای تمرینی پروازهای نمایشی خود را با عنوان ژاکت زردهای نیروی هوایی سلطنتی اسکامپتون آغاز کرد. هواپیمای جنگنده این تیم به این دلیل انتخاب شد زیرا برای تمرین و فعالیت آن‌ها نسبت به خط مقدم هزینه ارزان‌تری برای دولت داشت. پیکان‌های سرخ در اولین فصل فعالیت خود در ۶۵ پرواز نمایشی در سراسر کشور پرواز کرد. در سال ۱۹۶۶ اعضای این تیم به ۹ نفر افزایش یافت و آن‌ها را قادر ساخت تا شکل لوزی خود را در حرکات آکروجت توسعه دهند. در اواخر سال ۱۹۷۹، این تیم هواپیماهای تمرینی خود را بهبی‌ای‌ئی هاوک تغییر داد. پیکان‌های قرمز بیش از ۴٬۸۰۰ پرواز نمایشی در سراسر کشورهای جهان انجام داده‌اند.